# Minturn (Colorado)
Pour les articles homonymes, voir Minturn.
Minturn est une ville américaine située dans le comté d'Eagle dans le Colorado.
La ville est nommée en l'honneur de Thomas Minturn, du Denver and Rio Grande Railroad.

## Démographie
Selon le recensement de 2010, Minturn compte 1 027 habitants. La municipalité s'étend sur 7,75 milles carrés (20,07 km2), dont 7,57 milles carrés (19,61 km2) de terres.
| 1910 | 1920 | 1930 | 1940 | 1950 | 1960 |
| ---- | ---- | ---- | ---- | ---- | ---- |
| 241  | 298  | 400  | 596  | 509  | 662  |

| 1970 | 1980  | 1990  | 2000  | 2010  | - |
| ---- | ----- | ----- | ----- | ----- | - |
| 706  | 1 060 | 1 066 | 1 068 | 1 027 | - |